# Марковићи (Горажде)
Марковићи је насељено мјесто у граду Горажду, Босна и Херцеговина.

## Становништво
|           | 2013.       | 1991.        | 1981.        | 1971.        |
| Укупно    | 54 (100,0%) | 44 (100,0%)  | 53 (100,0%)  | 102 (100,0%) |
| Бошњаци   | 54 (100,0%) | 44 (100,0%)1 | 53 (100,0%)1 | 66 (64,71%)1 |
| Срби      | –           | –            | –            | 34 (33,33%)  |
| Црногорци | –           | –            | –            | 2 (1,961%)   |

1. 1 На пописима од 1971. до 1991. Бошњаци су пописивани углавном као Муслимани.